# Школа страстей
Школа страстей (фр. L'École des passions) — французский комедийный телесериал, снятый в 1996 компанией AB Productions. Авторы сюжета — Ариан Карлетти и Фицджеральд Артман (псевдоним Жан-Люка Азуле). Демонстрировался с 22 июля 1996 по TF1, затем ретранслировался каналом AB1.

## Сюжет
Молодая провинциалка Жюли приезжает в Париж, чтобы обучаться актерскому мастерству в Артистической студии Марселя Шарве. Она поселяется в Пансионе Жонкиль, хозяйка которого, добродушная мадам Арлетт, сдает комнаты студентам, обучающимся у Шарве. На курсах Жюли знакомится с молодым обаятельным преподавателем Реми Ферраном, от которого без ума все студентки.

## В ролях
- Виржини Карен — Жюли
- Себастьен Куриво — Реми Ферран
- Рашель Женевен — Алис Бренне
- Этьен Драбе — Марсель Шарве
- Габриель Маре — Кристель
- Летиция Габриелли — Рита
- Бенуа Сорг — Бенуа
- Седрик Леже — Гийом
- Фредерик Вайс — Жереми
- Эрик Дитрих — Эрик
- Самюэль Амеле — Сэм
- Бенуа Соле — Кристиан
- Роди Бенгезала — Момо
- Режин Блаес — мадам Арлетт
- Жан-Пьер Жаковелла — Тонио
- Ингрид Шовен — Аньес Ферран
- Кароль Дешантр — Мари
- Сириль Обен — Сириль

## Эпизоды
1. La pension des jonquilles
2. Le premier cours
3. L'audition
4. Histoire de jupons
5. Scène de ménage
6. La société des auteurs
7. C'est relâche
8. Confidence pour confidence
9. Ombres et lumières
10. Il ne faut jamais dire fontaine
11. Ah, si tu m'aimais comme je t'aime
12. Secrets et mensonges
13. Un poing c'est tout
14. Du goût et des saveurs
15. D'Éric et des claques
16. Le rap des villes et le rap des banlieues
17. Une avant-première
18. De querelles d'heures en querelleurs
19. L'arrivée d'Agnès
20. Plus on est de fous, moins on rit
21. Les mauvais cœurs
22. À trop jouer...
23. C'est la vie
24. Casting
25. Le jeu et l'amour
26. L'illusion n'est pas comique
27. Un perd et passe
28. J'ai un projet
29. Tragi-comédie
30. L'épreuve
31. La lecture
32. Enfin seuls
33. Surprise poker
34. Un certain goût pour l'amour
35. In fine

В 1997 было снято продолжение сериала — «Артистическая студия» (Studio des artistes).